# Jan Stefan Gałecki

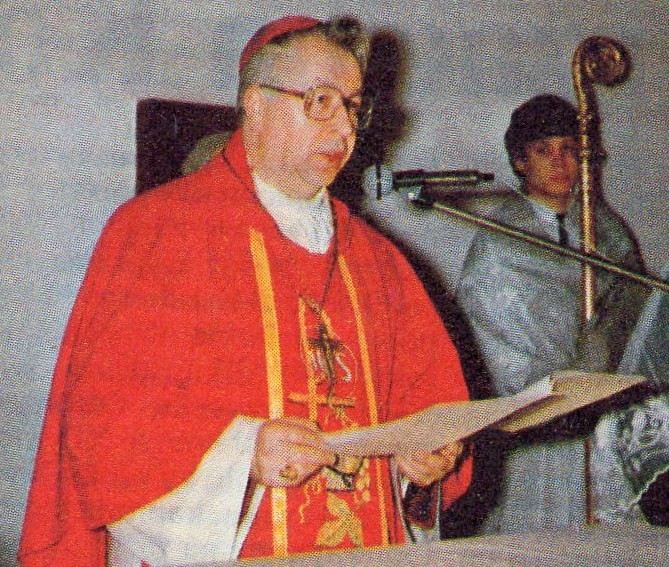
Jan Stefan Gałecki (1987)

Jan Stefan Gałecki (* 18. Juni 1932 in Zalesie, Gmina Krasne; † 27. April 2021 in Stettin) war ein polnischer römisch-katholischer Geistlicher und Weihbischof in Stettin-Cammin.

## Leben
Jan Stefan Gałecki besuchte die Schulen in Krasiniec und Maków Mazowiecki, bevor er 1950 in das Kleine Seminar in Słupsk eintrat. Ab 1952 studierte Gałecki Philosophie und Katholische Theologie am Priesterseminar in Gościkowo. Der Weihbischof in Breslau, Teodor Bensch, spendete ihm am 23. Juni 1957 im Dom St. Marien in Gorzów Wielkopolski das Sakrament der Priesterweihe für das Erzbistum Breslau.
Gałecki wirkte zunächst als Pfarrvikar der Pfarreien Heiligster Erlöser in Zielona Góra (1957–1959), Heiligster Erlöser in Stettin (1959–1960), Hl. Hedwig von Andechs in Zielona Góra (1960–1964), Unsere Liebe Frau der ewigen Hilfe in Drawno (1964–1966) und Geburt der Jungfrau Maria in Szczecinek (1966–1970). Daneben war er von 1964 bis 1970 als Verantwortlicher für die Medien und von 1970 bis 1971 als Notar in der bischöflichen Kurie in Gorzów Wielkopolski tätig. Anschließend setzte Jan Stefan Gałecki seine Studien an der Katholischen Universität Lublin fort, an der er 1972 einen Magister im Fach Pastoraltheologie erwarb und 1978 mit der Arbeit Religijność rodziców a religijność dzieci w środowisku miejskim. Studium socjologiczne („Die Religiosität der Eltern und die Religiosität der Kinder im städtischen Umfeld. Eine soziologische Studie“) im Fach Philosophie promoviert wurde. Neben seinen Studien war er von 1971 bis 1974 als Pfarradministrator der Pfarrei Heilige Jungfrau Maria, Königin der Welt in Stargard und als stellvertretender Dechant des Dekanats Stargard tätig. 1972 wurde Gałecki in den Klerus des Bistums Stettin-Cammin inkardiniert. Er wurde 1973 zudem Verantwortlicher für die Lehrer- und Erzieher-Seelsorge im Bistum Stettin-Cammin.
Papst Paul VI. ernannte ihn am 4. Februar 1974 zum Titularbischof von Maiuca und Weihbischof in Stettin-Cammin. Der Erzbischof von Warschau und Gnesen, Stefan Kardinal Wyszynski, spendete ihm am 17. März desselben Jahres in der Jakobskathedrale in Stettin die Bischofsweihe; Mitkonsekratoren waren Jerzy Stroba, Erzbischof von Stettin-Cammin, und Bogdan Marian Wincenty Sikorski, Bischof von Płock. Sein Wahlspruch Mitte me („Sende mich!“) stammt aus Jes 6,8 . Am 18. März 1974 wurde Jan Stefan Gałecki zudem Generalvikar des Bistums Stettin-Cammin, Moderator der Kurie und Leiter der Pastoralabteilung. Im Mai 1978 wurde Gałecki zusätzlich Dompropst des Stettiner Domkapitels. Vom 9. Oktober 1978 bis 10. März 1979 war er für die Zeit der Sedisvakanz Kapitularvikar des Bistums Stettin-Cammin. Ferner lehrte Gałecki ab 1986 Christliche Soziallehre und Pastoraltheologie am Priesterseminar in Stettin. 2003 wurde er Verantwortlicher für die 13 Dekanate umfassende Region III im Norden des Erzbistums Stettin-Cammin. Neben seinen diözesanen Aufgaben war Jan Stefan Gałecki in der Polnischen Bischofskonferenz Mitglied der Kommissionen für die soziale Kommunikation, für die Seelsorger der Seeleute und für die Touristenseelsorge sowie des Rates für Migration, Tourismus und Pilgerfahrten.
Am 22. September 2007 nahm Papst Benedikt XVI. seinen altersbedingten Rücktritt an.